# Base aérienne de Moukatchevo
La base aérienne de Moukatchevo  (ukrainien : Мукачеве (авіабаза)) est une base située près de la ville de Moukatchevo, dans l'oblast de Transcarpatie, en Ukraine.

## Histoire
La base était utilisée pour des intercepteurs  du 92 régiment d'intercepteurs lors de l'ère soviétique. La force aérienne ukrainienne lui préféra celle de Striy. Elle est abandonnée en 1996 elle passe à la ville de Moukatchovo.